# Les Humbertes
Les Humbertes és una masia moderna situada en el terme municipal de Moià, a la comarca catalana del Moianès. Està situada a l'extrem meridional del terme municipal, al límit amb Castellcir. És al sud-est de la Casa Nova del Prat i de la Gònima. És a l'extrem sud del Pla de les Humbertes i a la dreta del Torrent Mal. Al sud-est de la masia, a l'esquerra del Torrent Mal, ja dins del terme de Castellcir, es troba la Font Vella.